# Sidney De Paris

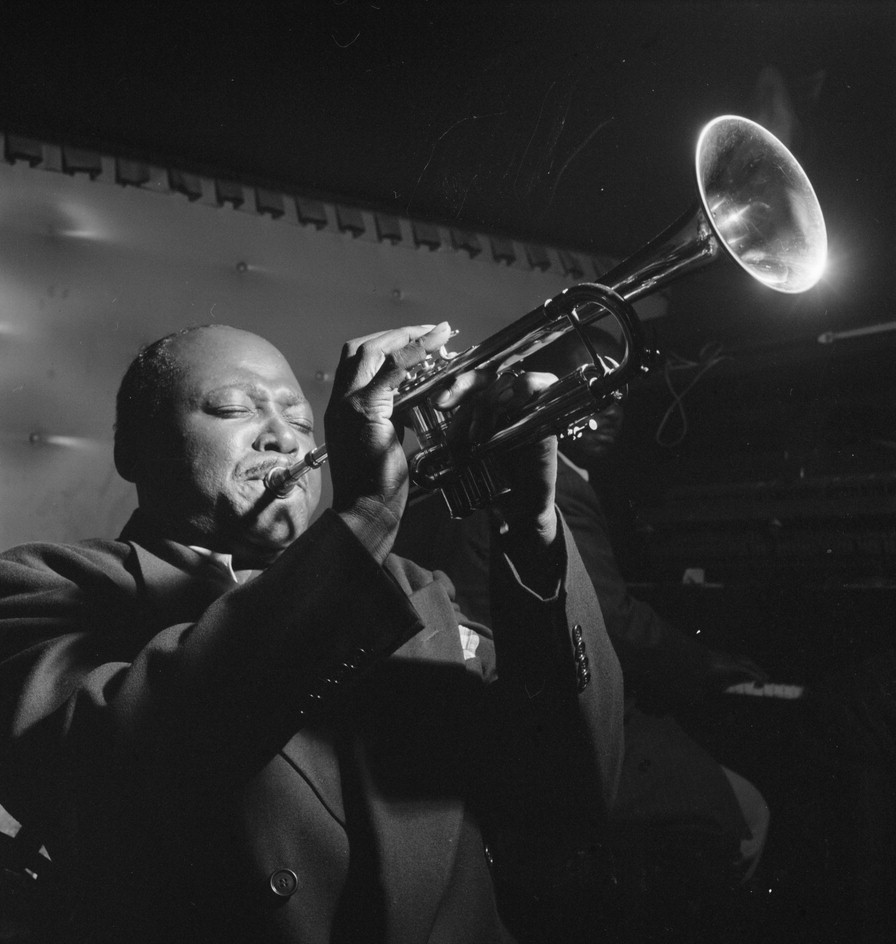
Sidney de Paris, Jimmy Ryan’s, New York, ca. Juli 1947.
Foto William P. Gottlieb.

Sidney De Paris (* 30. Mai 1905 in Crawfordsville, Indiana; † 13. September 1967 in New York City) war ein US-amerikanischer Jazz-Trompeter, der traditionellen New Orleans Jazz und Swing spielte.
Von 1926 bis 1931 spielte er mit den Paradise Ten von Charlie Johnson, anschließend mit den McKinney’s Cotton Pickers und von 1932 bis 1936 und 1939 mit Don Redman; er nahm 1939 mit Jelly Roll Morton auf, spielte 1939–1941 mit Zutty Singleton, 1940/1941 mit Benny Carter und 1941 mit Art Hodes. 1938 nahm er an den Panassié Sessions in Paris mit Sidney Bechet, Mezz Mezzrow und Tommy Ladnier teil, mit dem er auch 1940 aufnahm. 1944 nahm er auch als Leader für Blue Note und Commodore Records auf, sowie 1951 für Blue Note. Er ist der Bruder des Posaunisten und Komponisten Wilbur De Paris (1900–1973), mit dessen New New Orleans Jazz Band er ab 1947 ständig auftrat. In den 1960er Jahren beendete er aus Krankheitsgründen seine Karriere.

## Sammlung
- The Complete Edmond Hall, James P. Johnson, Sidney De Paris & Vic Dickenson Blue Note Sessions (Mosaic - 1985?) 6 LPs mit Vic Dickenson, Edmond Hall, James P. Johnson, Jimmy Shirley, John Simmons, Sid Catlett, Jimmy Archey, Omer Simeon, Pops Foster - weitere Details zu dieser Sammlung bei Edmond Hall, James P. Johnson und Vic Dickenson